# Hudson Ridge
Hudson Ridge är en bergstopp i Antarktis. Den ligger i Västantarktis. Argentina, Chile och Storbritannien gör anspråk på området. Toppen på Hudson Ridge är 1 307 meter över havet, eller 479 meter över den omgivande terrängen. Bredden vid basen är 4,5 km.
Terrängen runt Hudson Ridge är huvudsakligen kuperad. Trakten är obefolkad. Det finns inga samhällen i närheten.